# Heteropogon patruelis
Heteropogon patruelis là một loài ruồi trong họ Asilidae. Heteropogon patruelis được Coquillett miêu tả năm 1893. Loài này phân bố ở vùng Tân Bắc giới.